# Буяновский, Владимир Васильевич
Владимир Васильевич Буяновский (15 декабря 1940, Углич, Ярославская область, РСФСР, СССР — 26 марта 1968, Москва, СССР) — советский киноактёр.

## Биография
Родился 15 декабря 1940 года в городе Углич Ярославской области. Отец был начальником городской милиции, во время Великой Отечественной войны погиб.
В 1948 году Буяновский пошёл учиться в семилетнюю школу № 2, после её окончания, вместе с матерью переехали в Суворово, где юноша продолжил своё обучение. Получив аттестат о среднем образовании в 1958 году, устроился в этой же школе преподавателем физкультуры. Проработав один год, уехал в Москву, так как давно желал стать артистом. По приезде в город, поступил на актёрский факультет ВГИКа к С. А. Герасимову и Т. Ф. Макаровой. В 1964 году завершил обучение во ВГИКе и был принят в штат киностудии «Мосфильм».
Ушёл из жизни 26 марта 1968 года по причине врождённого порока сердца. Похоронен в Москве на Введенском кладбище.

## Фильмография
- 1961 — Зелёный патруль — Семён
- 1962 — 49 дней — Рахматулин (главная роль)
- 1965 — Хасан Арбакеш — приятель Шавхата и Раджаба
- 1966 — Здесь начинается милиция — лейтенант милиции Кузнецов
- 1967 — Крепкий орешек — немецкий офицер